# Röckingen
Röckingen là một đô thị ở huyện Ansbach bang Bayern nước Đức. Đô thị Röckingen có diện tích 10,91 km², dân số thời điểm ngày 31 tháng 12 năm 2006 là 756 người.